# Harald Stenvaag
Harald Stenvaag, född 5 mars 1953 i Ålesund, Norge, är en av Norges främsta skyttar och idrottsutövare genom tiderna.

## Uppväxt
I barndomen var Stenvaag starkt plågad av astma. Därför flyttade han till Nordnorge där han bodde under stora delar av barndomen.

## Karriär
Stenvaag har deltagit i hela 6 OS. I Sommar-OS 2004 var Stenvaag norsk fanbärare. Han har sedan debuten i VM i Schweiz 1974 tagit hela 67 mästerskapsmedaljer i OS, VM och EM. 1990 satte Stenvaag världsrekord i grenen 300 meter liggande med det perfekta resultatet 600 poäng av 600 möjliga. I Sommar-OS 1980 var Stenvaag på förhand en av de allra hetaste guldkandidaterna. Då Norge tillsammans med en rad andra länder bojkottade spelen, förlorade Stenvaag en av sina största möjligheter att vinna ett olympiskt guld mot den hårdaste konkurrensen inom skytte. Stenvaag är en av mycket få skyttar som har vunnit tre världscuptävlingar i rad. Detta gjorde han i 60 skott liggande 1990 och i den tuffaste disciplinen helmatch 1993.